# ماركو ميلاندري
ماركو ميلاندري (بالإيطالية: Marco Melandri)‏ مواليد 7 أغسطس 1982، هو متسابق دراجات نارية إيطالي سابق. نافس في سباقات بطولة العالم للسوبربايك ولفئة 250 سي سي ولفئة 125 سي سي ولفئة 50 سي سي. كما شارك في بطولة العالم للموتو جي بي.

## البطولات
- بطولة العالم لفئة 250 سي سي 2002

## وصلات خارجية
- ماركو ميلاندري على موقع MotoGP.com (الإنجليزية)
- ماركو ميلاندري على موقع WorldSBK.com (الإنجليزية)
- ماركو ميلاندري على موقع CONI honoured athlete website (الإيطالية)
- ماركو ميلاندري على موقع AS.com (الإسبانية)

- الموقع الإلكتروني